# NGC 4887
NGC 4887 (również PGC 44796) – galaktyka spiralna (S0-a), znajdująca się w gwiazdozbiorze Panny. Odkrył ją Ernst Wilhelm Leberecht Tempel 21 kwietnia 1882 roku.
W galaktyce tej zaobserwowano supernową SN 1964D.